# БАгИ
«БАгИ» — фильм режиссёра Андрея Богатырёва. Производством картины занималась кинокомпания «Россфильм», продюсер фильма — Татьяна Воронецкая.

## Сюжет
Два героя (ветеран-афганец и молодой программист) должны в быстрый срок найти большую сумму денег для близкого человека. Не догадываясь о существовании друг друга, каждый из них пытается получить нужную сумму так, как может и умеет, исходя из своих представлений о жизни и морали.

## В ролях
- Евгений Карельских — Юрий Андреевич Мотылев
- Алексей Боченин — Антон
- Сергей Фетисов — врач
- Павел Абраменков — Сергей
- Елена Бирюкова — директриса
- Ольга Аксёнова — Настя
- Любовь Корнева — Лидия Мотылева
- Юрий Кузьменков — Лунин
- Александр Шпагин — игрок
- Николай Козак — директор казино
- Анастасия Сметанина — Юля
- Андрей Богатырёв — сотрудник

## Награды
- 4-й Канадский международный кинофестиваль (г. Ванкувер) — победитель в конкурсе полнометражных дебютов «Новые звёзды» (отобран среди 300 фильмов).
- 33-й Московский международный кинофестиваль — участник конкурса дебютных фильмов «Перспективы» — Специальное упоминание жюри.
- Международный Tenerife IFF в Англии (Kent, 12—15 октября 2011 г) номинант конкурса «Полнометражный иностранный фильм».
- IV Международный кинофестиваль «Восток-Запад. Классика & Авангард» участник конкурса «Новое российское кино» — Специальный приз Губернатора Оренбургской области имени сценариста Алексея Саморядова.